# سيتشي إيواو
سيتشي إيواو (باليابانية: 岩生成一؛ بالكانا: いわお せいいち) هو مؤرخ ياباني، ولد في 1900 في طوكيو في اليابان، وتوفي في 1988.